# 索姓
索姓是中文姓氏之一，在《百家姓》中排第273位。

## 起源
- 索氏出自於子姓，是殷湯的後代。武王克殷後，周朝把周公旦的長子伯禽封在魯（今天的山東省境內），建立了魯國，並且把殷民六族遷徙到魯國，索姓為其一，是制作绳索的工匠。
- 繩姓所改。
- 满族索绰罗氏汉化。

## 迁徙分布
索姓的望族居住在武威郡（今甘肅省武威縣）。

## 郡望堂号
武成郡：隋朝開皇元年（581年）將定陽郡改為武成郡，治所在定陽縣（今天的山西省吉縣）。
武威郡：西漢的時候置郡，相當於今天的甘肅省黃河以西、武威以東的地區。

## 延伸阅读
[在维基数据编辑]
 《百家姓》
 《欽定古今圖書集成·明倫彙編·氏族典·索姓部》，出自陈梦雷《古今圖書集成》